# Seth De Witte
Seth De Witte (Antwerpen, 18 oktober 1987) is een Belgische voetballer. Hij wordt zowel centraal in de verdediging als op het middenveld gebruikt.

## Carrière
De Witte begon al snel te voetballen. Reeds toen hij vijf jaar was sloot hij zich aan bij SV Aartselaar, waar hij de gewestelijke jeugdreeksen doorliep, voornamelijk als flankaanvaller. Hij genoot toen al belangstelling van de grotere Antwerpse clubs zoals KV Mechelen, K. Lierse SK en Germinal Beerschot maar besloot bij Aartselaar te blijven, op aanraden van zijn ouders. Op 12-jarige leeftijd werd dan toch de stap gezet en kwam hij in de jeugdreeksen van Germinal Beerschot terecht. Daar maakte hij deel uit van een talentvolle lichting met onder meer Jan Vertonghen, Tim Vleminckx en Mousa Dembélé. De Witte werd er omgevormd tot linkermiddenvelder.
Door een zware enkelblessure in 2003 viel hij in de anonimiteit. Daarom besloot hij terug te keren naar zijn oude omgeving bij SV Aartselaar. Hier werd hij voor het eerst als centrale middenvelder gebruikt. Al snel volgde terug belangstelling van clubs uit nationale en in 2005 tekende hij een contract bij vierdeklasser KFCO Wilrijk. Een sterk seizoen volgde en resulteerde in 7 doelpunten uit 23 wedstrijden.
Dit ging niet onopgemerkt voorbij: eersteklasser K. Lierse SK was uitermate geïnteresseerd. De Witte ging in op de interesse en Lierse legde hem vast voor 3 seizoenen. Aanvankelijk kwam De Witte regelmatig aan spelen toe maar door een blessure en tegenvallende resultaten van de club werd hij bij de winterstop uitgeleend aan vierdeklasser Verbroedering Meldert. Uiteindelijk zou Lierse dat jaar degraderen, maar ze bleven de prestaties van De Witte wel op de voet volgen.
De linkermiddenvelder deed het aardig bij Verbroedering Meldert en volgend seizoen werd hij terug in de A-kern van Lierse opgenomen. Het zou het seizoen van de definitieve doorbraak worden, De Witte speelde 31 wedstrijden, waarbij hij ondertussen meer en meer werd omgevormd tot verdedigende middenvelder of zelfs linksback. Lierse werd het volgende seizoen overgenomen door nieuwe investeerders en kreeg een serieuze financiële en sportieve injectie. Bijgevolg werd ook de concurrentie zwaarder maar De Witte kwam nog wel regelmatig in actie.
Zijn contract werd tijdens de zomer van 2009 met 1 jaar verlengd. Na afloop van dit seizoen werd een overstap naar buur en rivaal KV Mechelen bekendgemaakt. In het seizoen 2010-2011 speelde hij slechts 8 wedstrijden voor Malinwa waarin hij 1 keer scoorde. Het daarop volgende seizoen werd hij een vast waarde onder coach Harm Van Veldhoven en speelde hij 29 van de 30 competitiewedstrijden. Na een mooi jaar werd hij dan ook beloond met een verbeterd contract dat hem tot 2017 aan KV Mechelen zou verbinden. In het seizoen 2012-2013 speelde hij zo goed als alle wedstrijden wanneer hij niet geblesseerd was en kon hij drie keer scoren. In het seizoen 2013-2014 draagt De Witte de kapiteinsband en is hij ook de vaste strafschopnemer van KV Mechelen. In de competitie zette hij zijn eerste vijf penalty's om. Alleen op de 29ste speeldag tegen Standard zag hij zijn penalty gestopt door Eiji Kawashima. In de daaropvolgende minuut kreeg hij zijn eerste rode kaart na een te late tackle op Imoh Ezekiel.

## Statistieken
| Seizoen         | Club                    | Competitie         | Competitie | Competitie | Play-offs | Play-offs | Beker | Beker | Totaal | Totaal |
| Seizoen         | Club                    | Competitie         | Wed.       | Dlp.       | Wed.      | Dlp.      | Wed.  | Dlp.  | Wed.   | Dlp.   |
| --------------- | ----------------------- | ------------------ | ---------- | ---------- | --------- | --------- | ----- | ----- | ------ | ------ |
| 2004-05         | SV Aartselaar           | Tweede Provinciale | ?          | ?          | nvt       | nvt       | 0     | 0     | ?      | ?      |
| 2005-06         | KFCO Wilrijk            | Vierde klasse      | 23         | 7          | nvt       | nvt       | 0     | 0     | 23     | 7      |
| 2006-07         | K. Lierse SK            | Jupiler Pro League | 10         | 0          | nvt       | nvt       | 1     | 0     | 11     | 0      |
| 2006-07         | → Verbroedering Meldert | Vierde klasse      | 12         | 2          | nvt       | nvt       | 0     | 0     | 12     | 2      |
| 2007-08         | K. Lierse SK            | Tweede klasse      | 30         | 0          | nvt       | nvt       | 0     | 0     | 30     | 0      |
| 2008-09         | K. Lierse SK            | Tweede klasse      | 29         | 2          | nvt       | nvt       | 4     | 1     | 33     | 3      |
| 2009-10         | K. Lierse SK            | Tweede klasse      | 25         | 2          | nvt       | nvt       | 0     | 0     | 25     | 2      |
| 2010-11         | KV Mechelen             | Jupiler Pro League | 8          | 1          | 2         | 0         | 3     | 0     | 13     | 1      |
| 2011-12         | KV Mechelen             | Jupiler Pro League | 29         | 1          | 6         | 0         | 2     | 0     | 37     | 1      |
| 2012-13         | KV Mechelen             | Jupiler Pro League | 20         | 3          | 6         | 1         | 1     | 0     | 27     | 4      |
| 2013-14         | KV Mechelen             | Jupiler Pro League | 27         | 6          | 5         | 0         | 2     | 1     | 34     | 7      |
| 2014-15         | KV Mechelen             | Jupiler Pro League | 25         | 5          | 10        | 1         | 2     | 1     | 37     | 7      |
| 2015-16         | KV Mechelen             | Jupiler Pro League | 24         | 1          | 4         | 0         | 2     | 0     | 30     | 1      |
| 2016-17         | KV Mechelen             | Jupiler Pro League | 15         | 3          | 0         | 0         | 1     | 0     | 16     | 3      |
| 2017-18         | KV Mechelen             | Jupiler Pro League | 18         | 0          | —         | —         | 2     | 0     | 20     | 0      |
| 2018-19         | KV Mechelen             | Eerste klasse B    | 18         | 1          | 0         | 0         | 5     | 1     | 23     | 2      |
| 2019-20         | KSC Lokeren             | Eerste klasse B    | 17         | 1          | 0         | 0         | 1     | 0     | 18     | 1      |
| 2020-21         | KMSK Deinze             | Eerste klasse B    | 19         | 1          | 0         | 0         | 1     | 0     | 20     | 1      |
| Carrière totaal | Carrière totaal         | Carrière totaal    | 349        | 36         | 33        | 2         | 27    | 4     | 410    | 42     |

## Palmares
| Competitie               | Aantal      | Jaren       |             |             |
| KV Mechelen              | KV Mechelen | KV Mechelen | KV Mechelen | KV Mechelen |
| ------------------------ | ----------- | ----------- | ----------- | ----------- |
| Nationaal                |             |             |             |             |
| Kampioen Eerste Klasse B | 1x          | 2018/2019   |             |             |
| Beker van België         | 1x          | 2019        |             |             |